# الروسان بالقرنة (الدوادمي)
الروسان بالقرنة، هي قرية من فئة (ب) تقع في محافظة الدوادمي، والتابعة لمنطقة الرياض في السعودية. وتبعد الروسان بالقرنة عن محافظة الدوادمي بمسافة تقارب (72) كم.